# Сямозеро (озеро)
Ся́мозеро(карел. Seämärvi, фін. Säämäjärvi) — озеро в південній частині Республіки Карелія. 

## Загальний опис
Площа дзеркала — 266 км², площа водозбірного басейна — 1550 км². Об'єм води — 1,79 км³. Висота над рівнем моря — 106 м.
Більша частина берегової лінії відноситься до Пряжинського району, західний берег озера - до Суоярвського району. Знаходиться в 70 км на захід від Онезького озера і столиці Республіки Карелія, міста Петрозаводська. Сямозеро входить у басейн річки Шуя. Як і більшість озер Карелії, Сямозеро має льодовикове походження, про що говорить велика кількість островів, заток, проток і відносно невелика глибина. Замерзає в жовтні - грудні, скресає в квітні - травні.
Форма озера овальна, з багатьма затоками, найбільші з яких — Ессойльська, Курмойльська, Сяргілахта, Кухагуба, Ругагуба, Лахта, Чуйнаволокська губа. На озері 80 островів загальною площею 4,3 км², найбільші з яких Руочинсуарі, Пелдосуарі, Кючинсуарі, Кудамсуарі, Фокенсуарі. Береги переважно низькі, переважно являють собою піщані пляжі або кам'янисті насипи, місцями зустрічається скелястий берег. Схили озерної улоговини у південно-східній частині озера високі (20-35 м), у північно-західній частині низькі (до 10 м).Більше половини площі дна покрито зеленим мулом і глиною, мілководдя піщано-кам'янисте і значна площа його дна покрита озерною рудою.

## Населені пункти
По березі озера розташовані населені пункти (за годинниковою стрілкою з півночі): село Руга, селище Кудама, село Лахта, села Чуйнаволок, Сяпся, Чуралахта, Ахпойла, Кяргяля,Сямозеро, Алекка, селище Ессойла, села Угмойла, Ангенлахта, Кішкойла,Курмойла, Інжунаволок,Сяргілахта, Павшойла, Вехкусельга, Чалка. У прибережній смузі знаходиться низка дачних селищ, таборів здоров'я та баз відпочинку. Аж до кінця XIX століття один із островів озера був населений. Основне населення прибережних сіл становили карели-ліввіки, мова спілкування карельська. На сьогодні загальноприйнята мова спілкування на Сямозері — російська.
У 1950-х роках діяло пасажирське судноплавство. Біломорсько-Онезьке пароплавство експлуатувало пасажирські мотокатери МК-11 та МК-12, міністерство комунального господарства Карельської АРСР — МК-14 (ПС-52) (порт приписки — пристань Ессойла).
На початку 1970-х на берегах озера проводилися зйомки фільму « А зорі тут тихі». У 80-ті роки в селі Руга на березі Сямозера знімався фільм «Холодне літо п'ятдесят третього ...».
До кінця 1980-х років діяв рибозбиральний пункт Петрозаводського рибокомбінату — вівся промисел ряпушки, сига і судака самохідними мотоневодниками.